# Hyloconis puerariae
Hyloconis puerariae là một loài bướm đêm thuộc họ Gracillariidae. Nó được tìm thấy ở Nhật Bản (Hokkaido) và vùng Viễn Đông Nga.
Sải cánh dài 5.5-6.5 mm. Ấu trùng ăn Pueraria lobata, Lespedeza bicolor, Amphicarpaea bracteata và Amphicarpaea edgeworthii var. japonica. Chúng ăn lá nơi chúng làm tổ.